# Morchella crassipes
Morchella crassipes (Étienne Pierre Ventenat, 1797 ex Christian Hendrik Persoon, 1801) din încrengătura Ascomycota în familia Morchellaceae și de genul Morchella este o ciupercă comestibilă de tip Ascomycota. Această specie destul de rară este denumită în popor ciuciulete gras, fiind în mod predominant locuitoare de sol saprofit. Buretele se dezvoltă în România, Basarabia și Bucovina de Nord deja de la începutul lui aprilie până în mai (iunie), crescând solitar sau în grupuri mici prin zăvoaie, de asemenea în parcuri, grădini, poieni, la margini de pădure, și pe mulci.

## Descriere

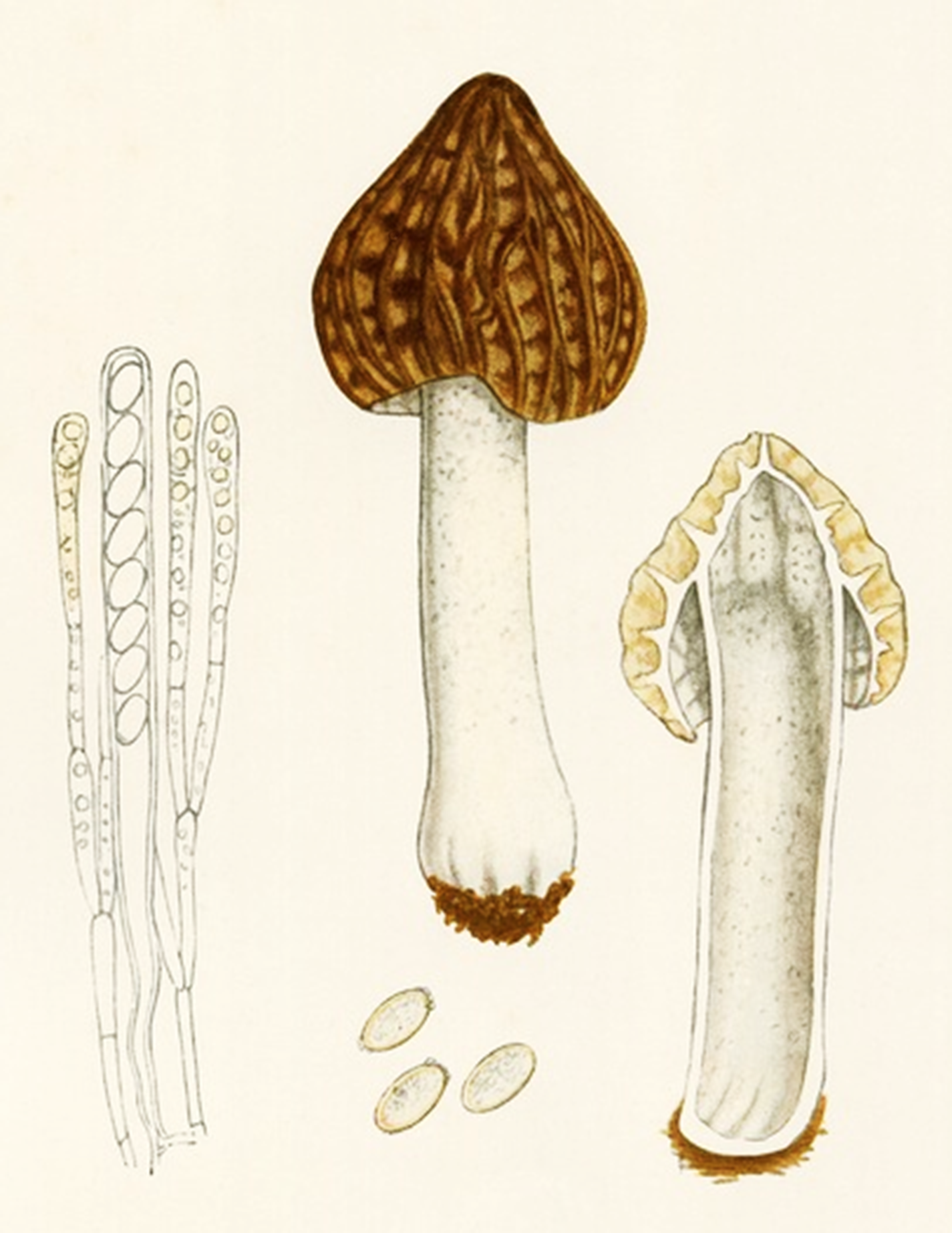
Bres.: M. crassipes

- Corpul fructifer: este foarte mare și gras cu o înălțime de 5-12 (16) cm și un diametru de 4-7 (9) cm, de formă conică sau rotunjită, cu suprafața zbârcită, subîmpărțit de riduri mai deschise, neregulate și ondulate, creând alveole mari și adânci. Culoarea variază între gri-gălbui, gri-verzui peste ocru-brun până la brun închis. Pălăria este pe jumătate fuzionată cu piciorul.
- Piciorul: are o lungime de 10-13 (15) cm, o grosime de 6-7 cm și o suprafață netedă cu un colorit pal-roșiatic sau alb cu un aspect cleios-făinos. El este gol pe interior.
- Carnea: este albicioasă, ceroasă și destul de fragilă, având un miros slab și plăcut de ciuperci precum un gust aromatic, savuros. S-au găsit deja exemplare cu o înălțime totală de peste 20 cm.
- Caracteristici microscopice: are spori gălbui elipsoidal-fusiformi, netezi, hialini și au o mărime de 25-27 x 12-14 microni. Pulberea lor este albicioasă până crem.[3][4]

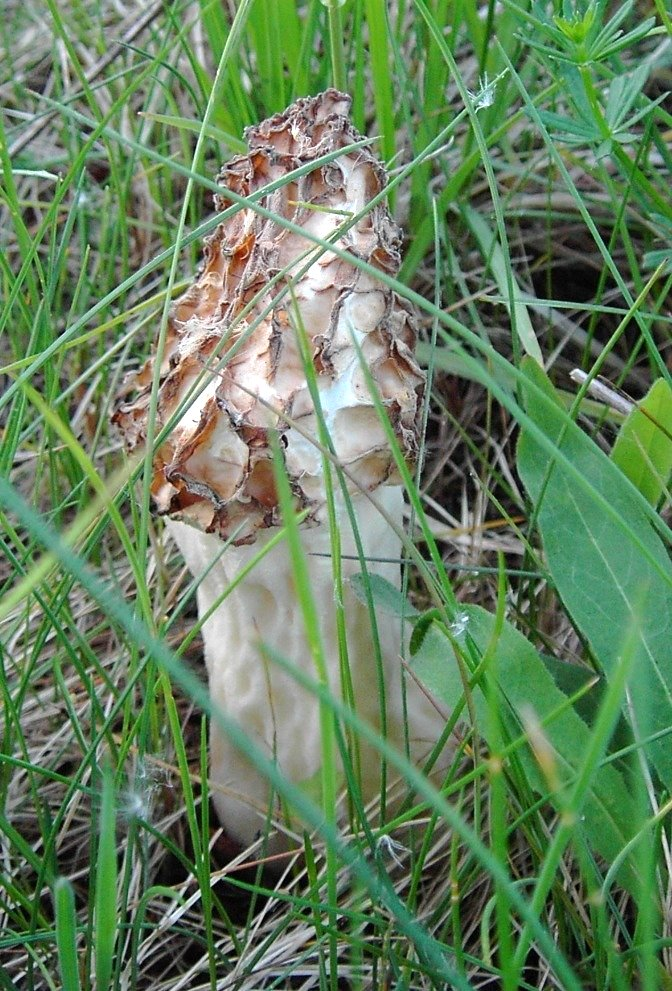
M. crassipes bătrână

## Confuzii
Morchella crassipes poate fi confundată ușor în primul rând cu alte specii comestibile de genul Morchella, ca de exemplu cu Morchella costata, Morchella deliciosa, Morchella elata, Morchella eximia,  Morchella punctipes, Morchella rotunda, Morchella semilibera, Morchella spongiola, Morchella vulgaris, în tinerețe și cu Morchella esculenta, respectiv Verpa bohemica sau Verpa conica.. Confuzii cu Gyromitra fastigiata,Gyromitra gigas și Gyromitra infula (comestibilă) sunt de asemenea posibile.
Buretele poate fi confundat cu Phallus impudicus (buretele pucios) atunci când acesta și-a pierdut gleba.

## Ciuperci asemănătoare

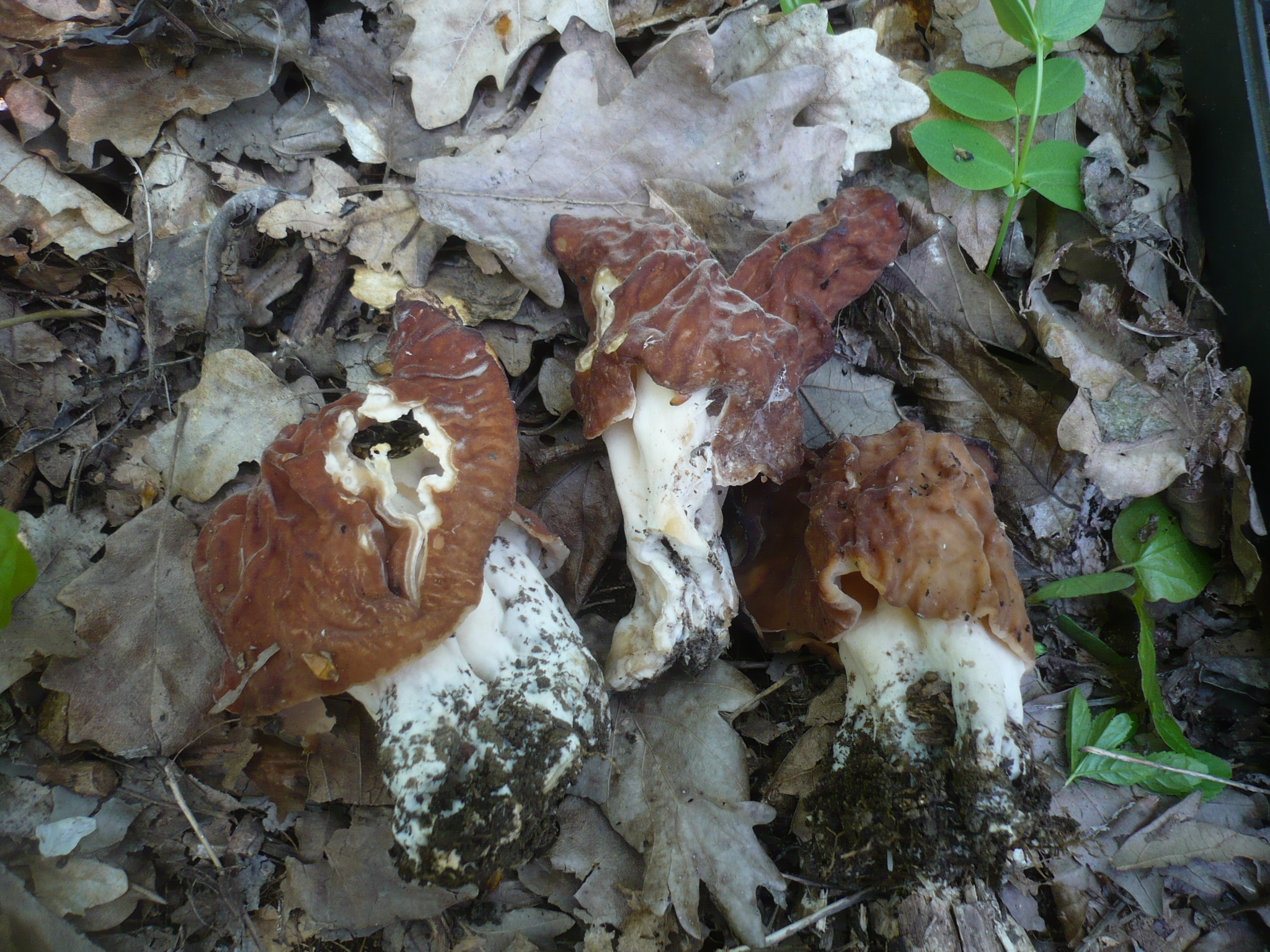
!!Gyromitra fastigiata !!
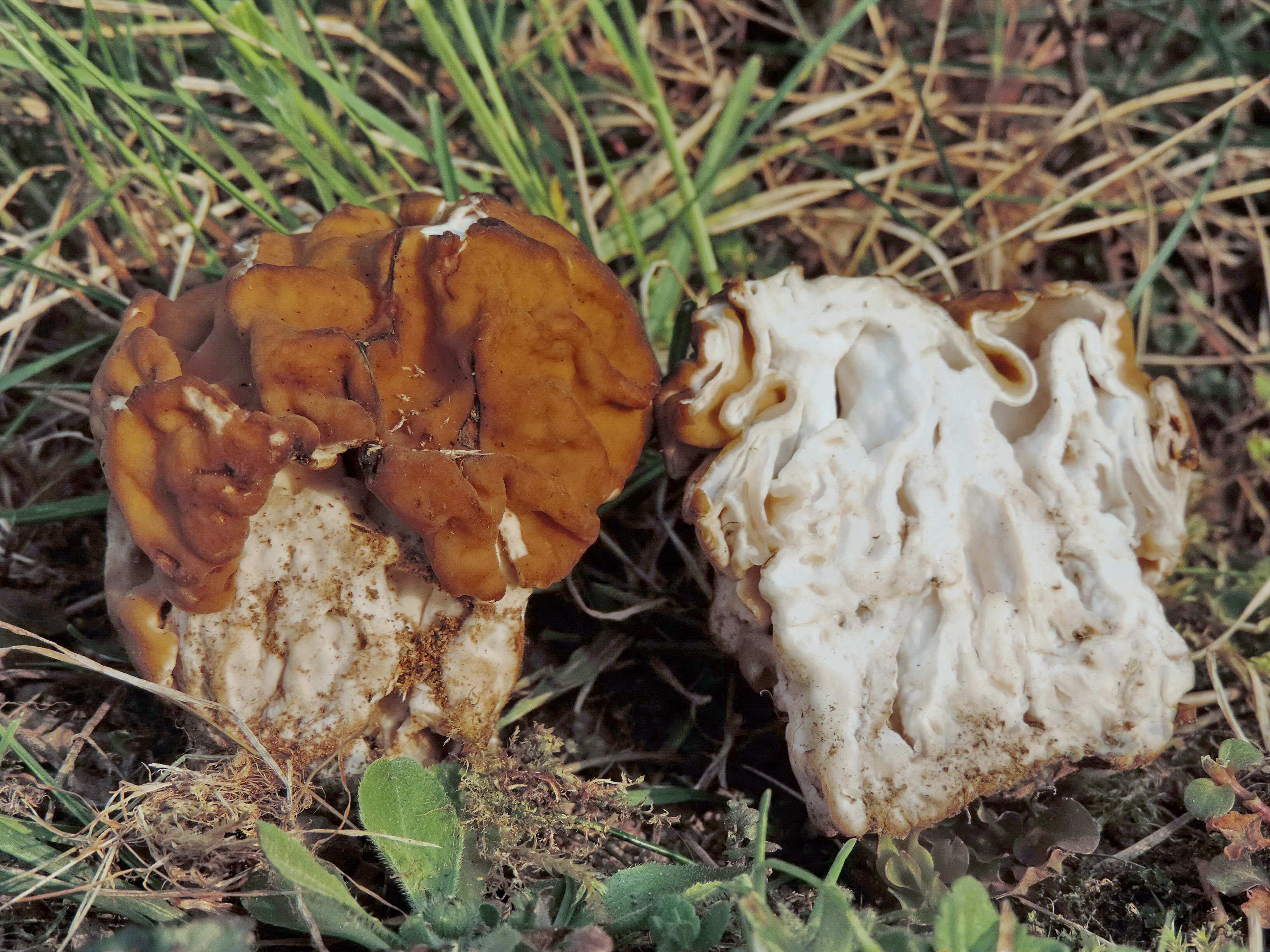
!Gyromitra gigas!
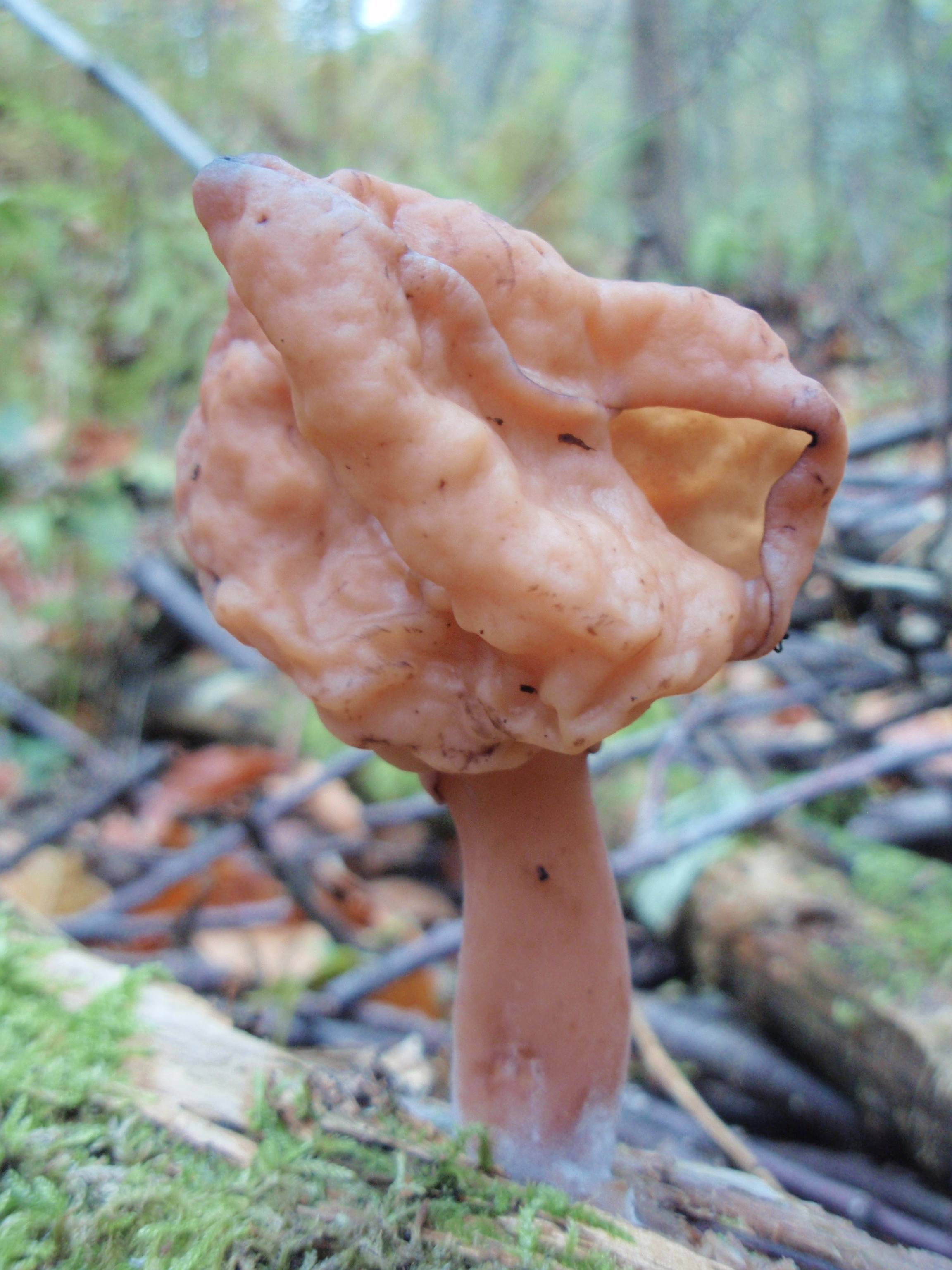
Gyromitra infula
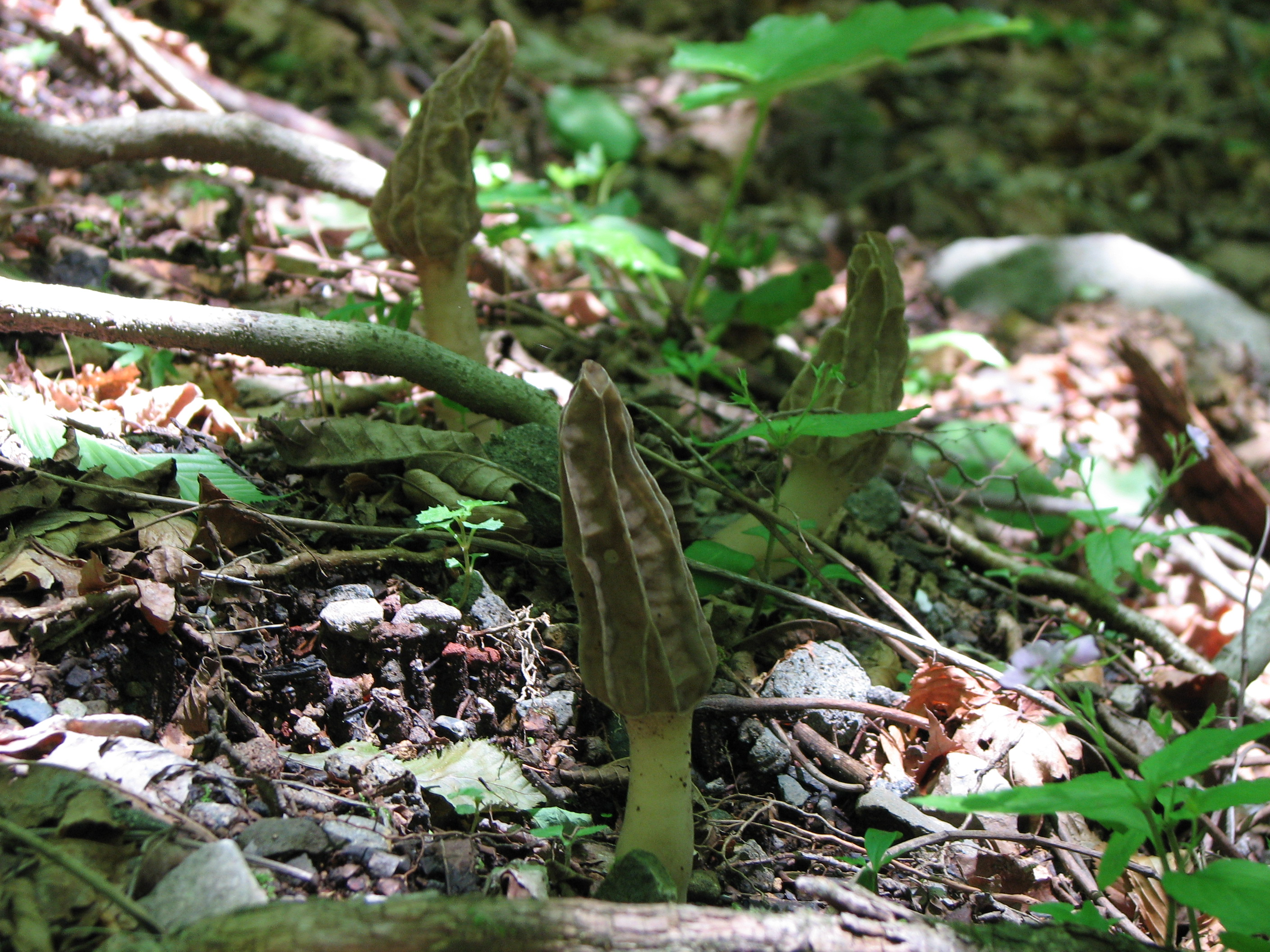
Morchella costata

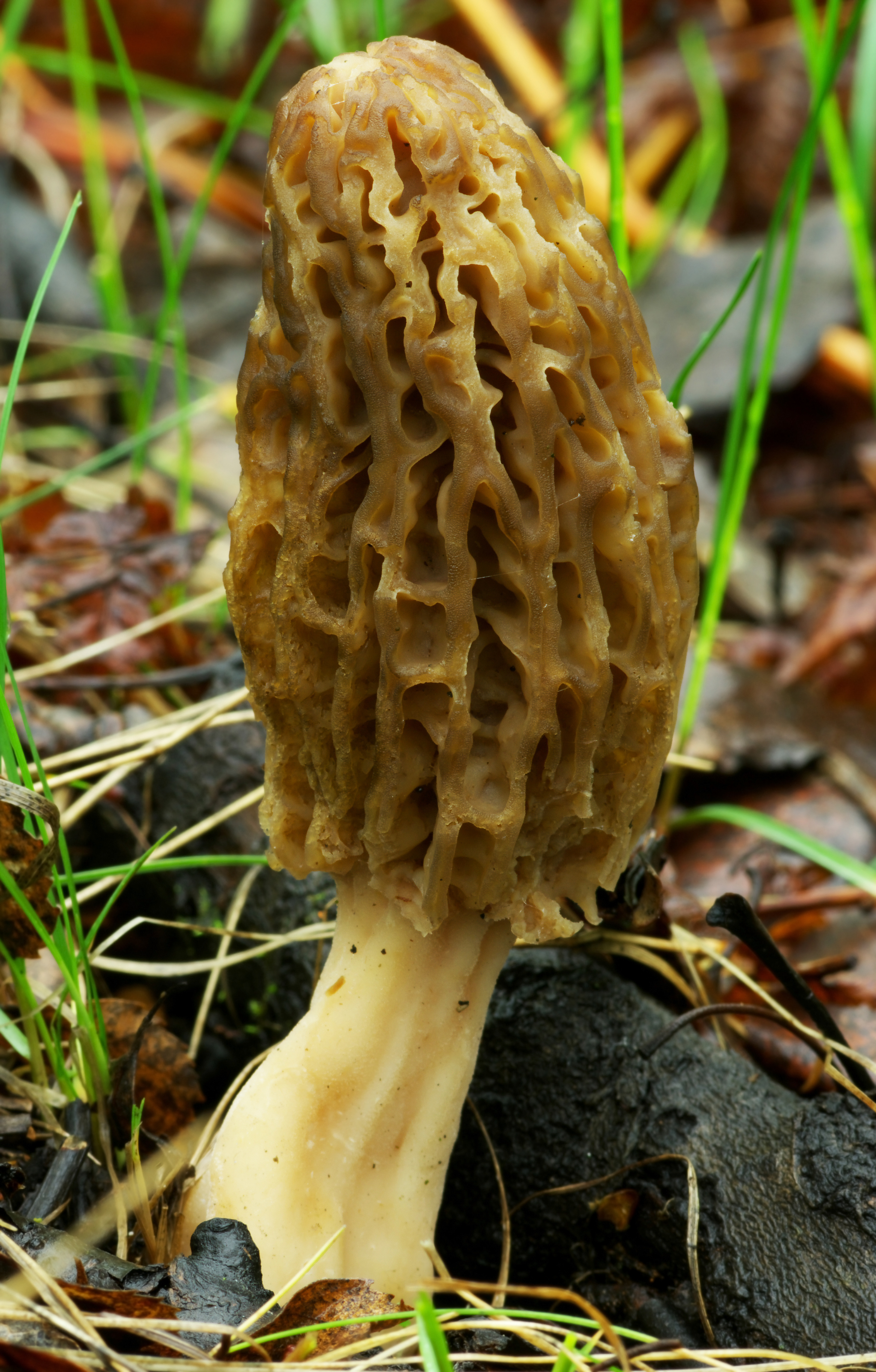
Morchella deliciosa
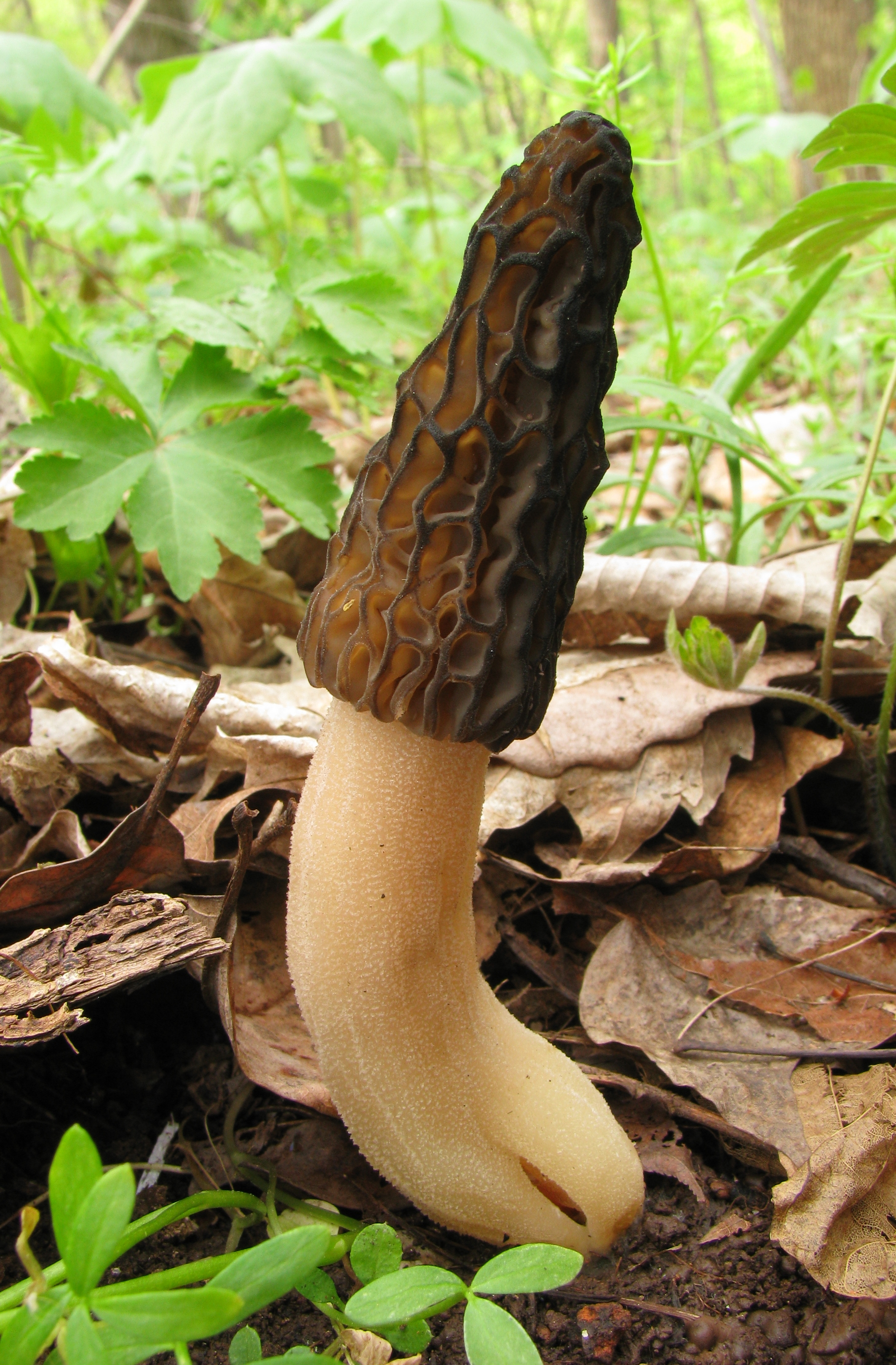
Morchella elata
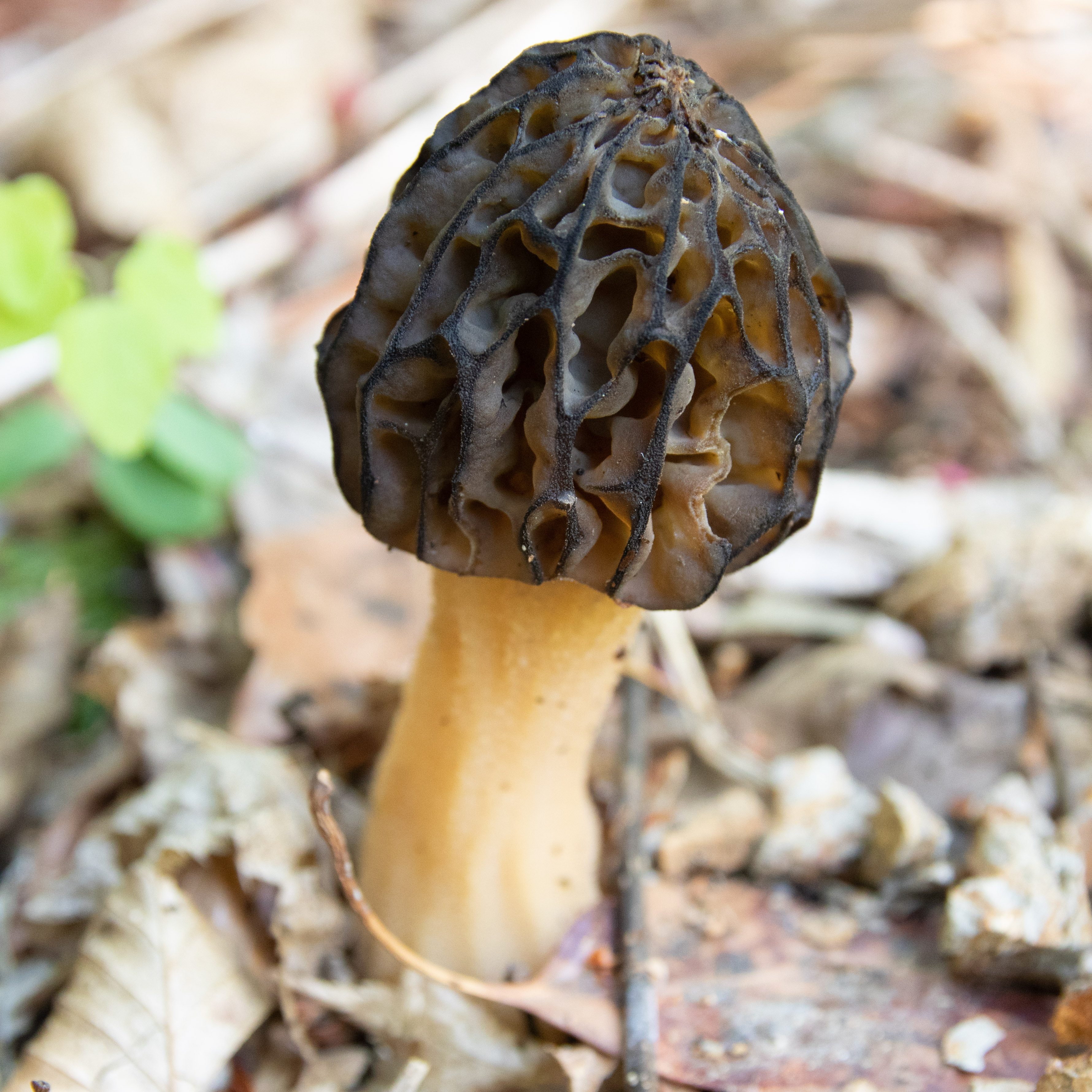
Morchella esculenta
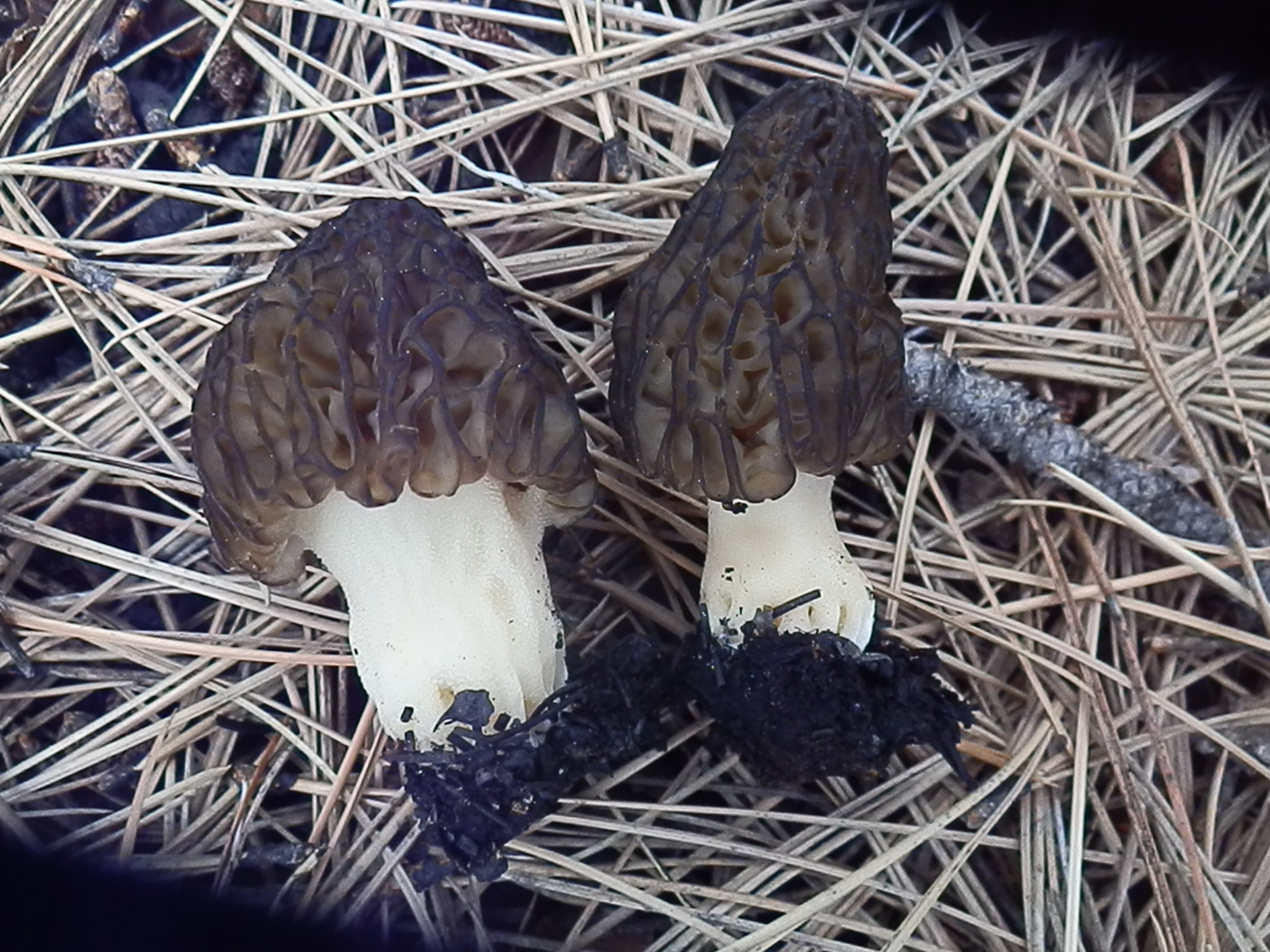
Morchella eximia

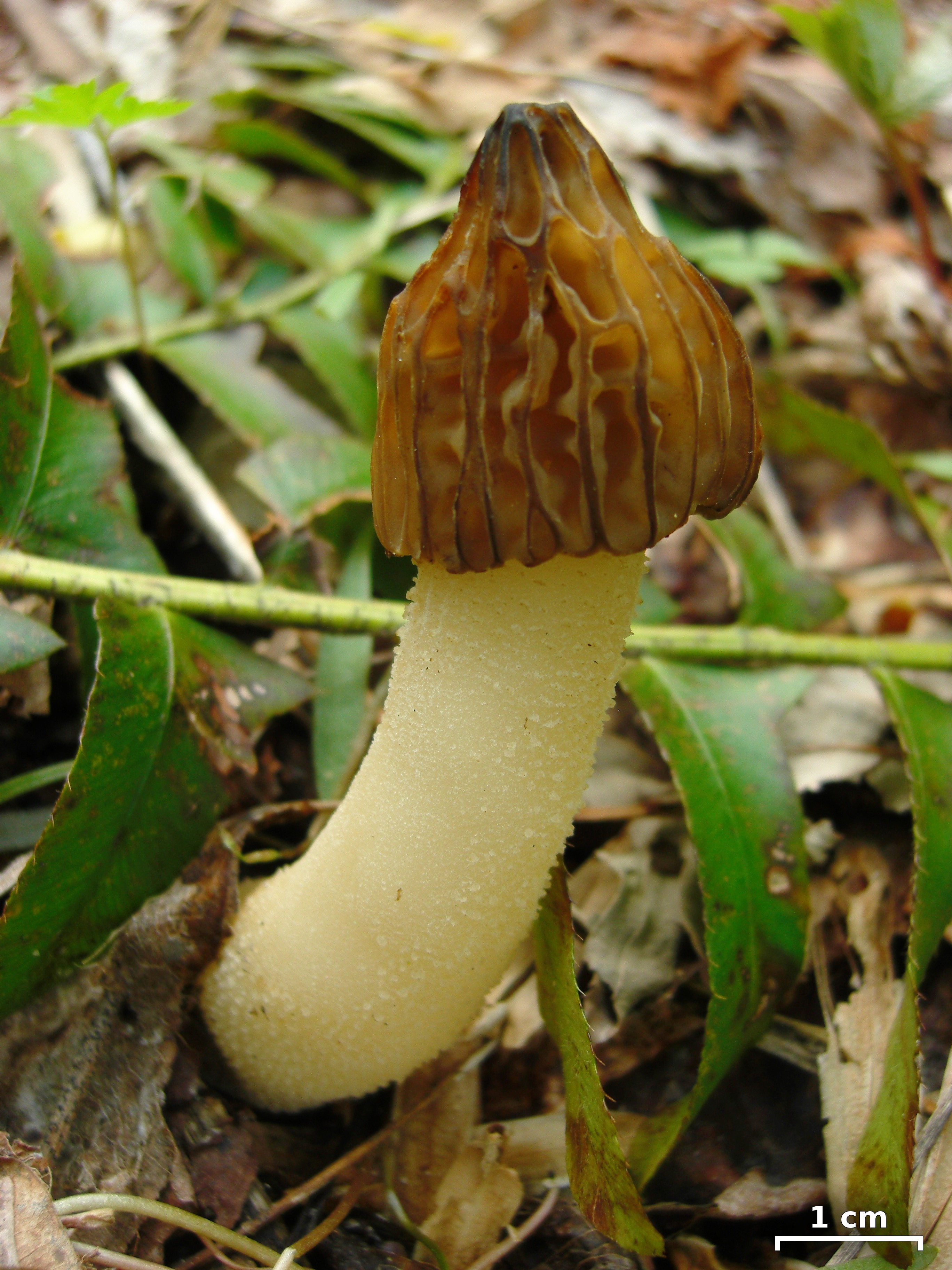
Morchella punctipes
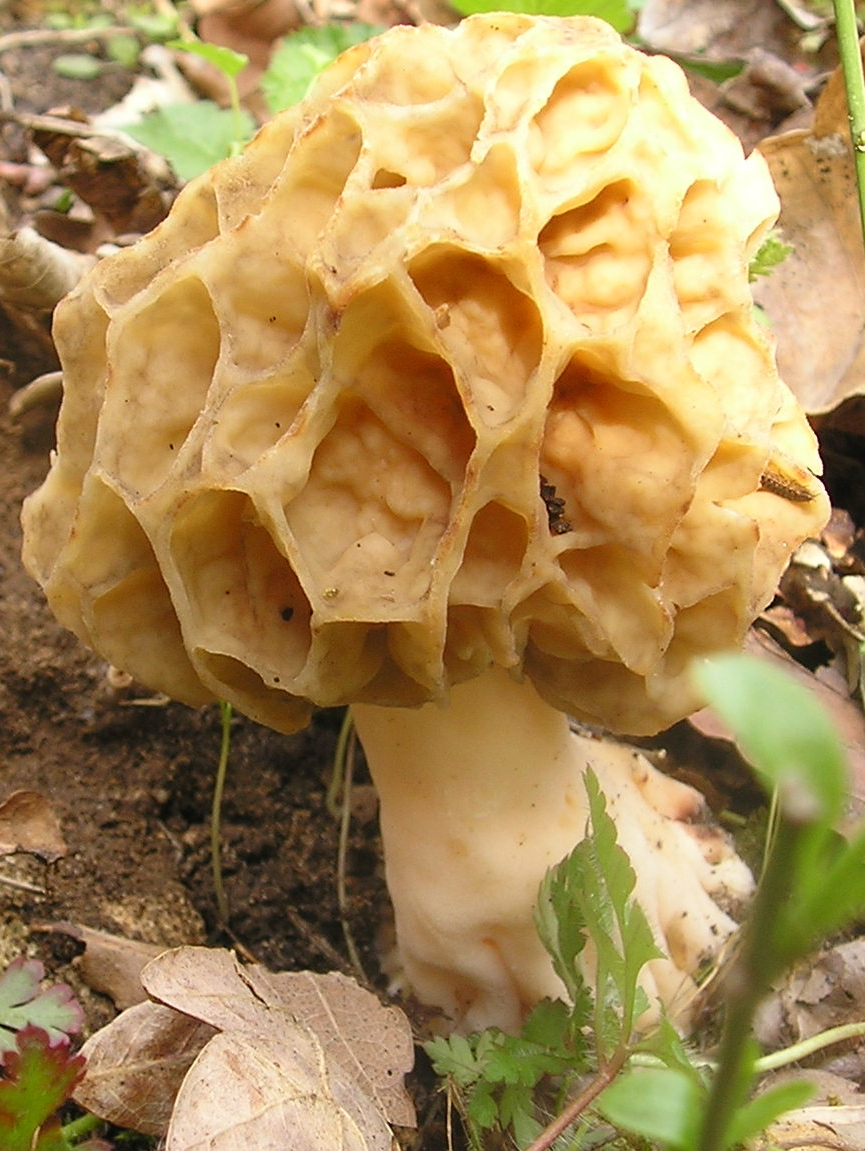
Morchella rotunda
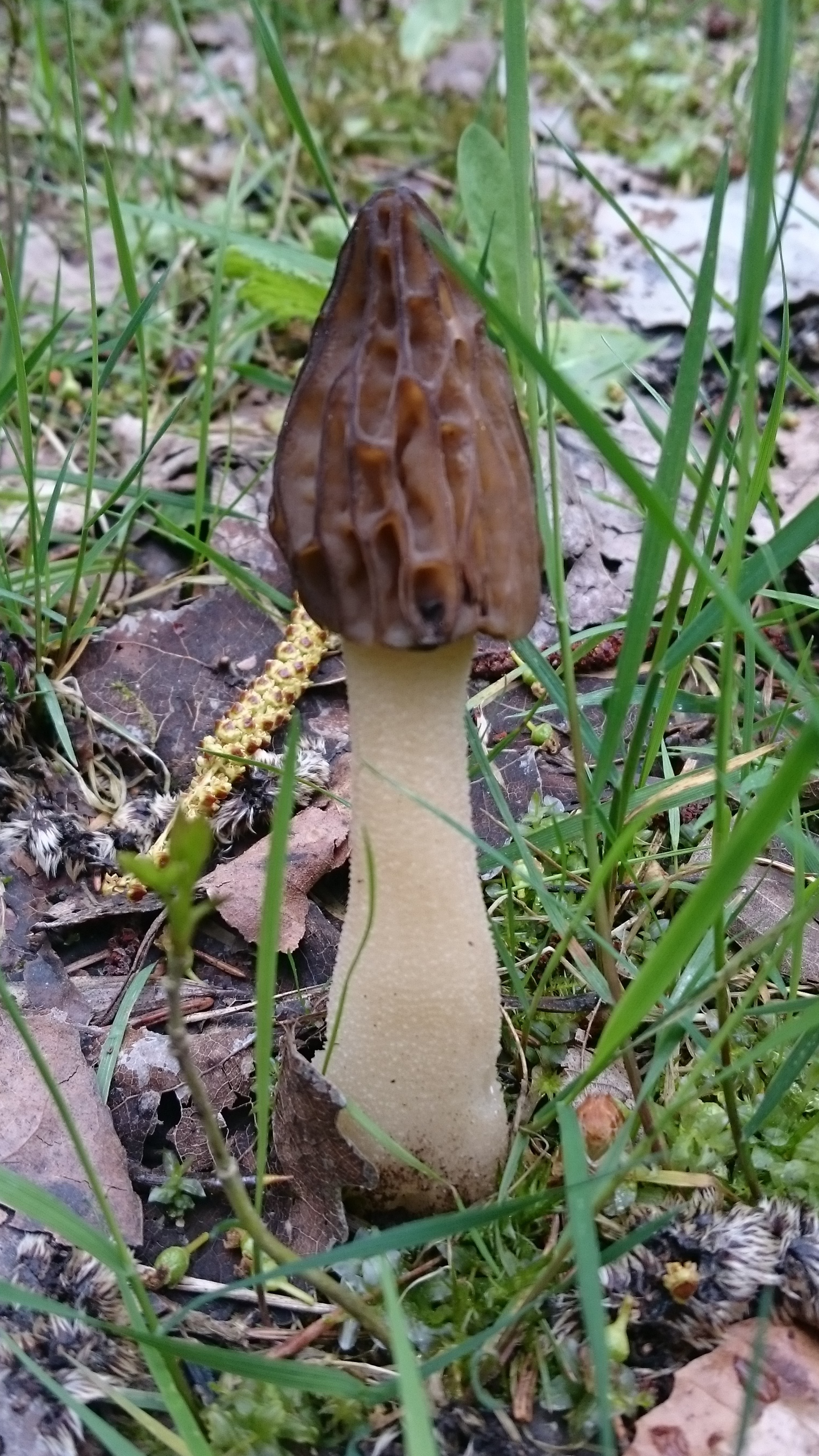
Mitrophora semilibera
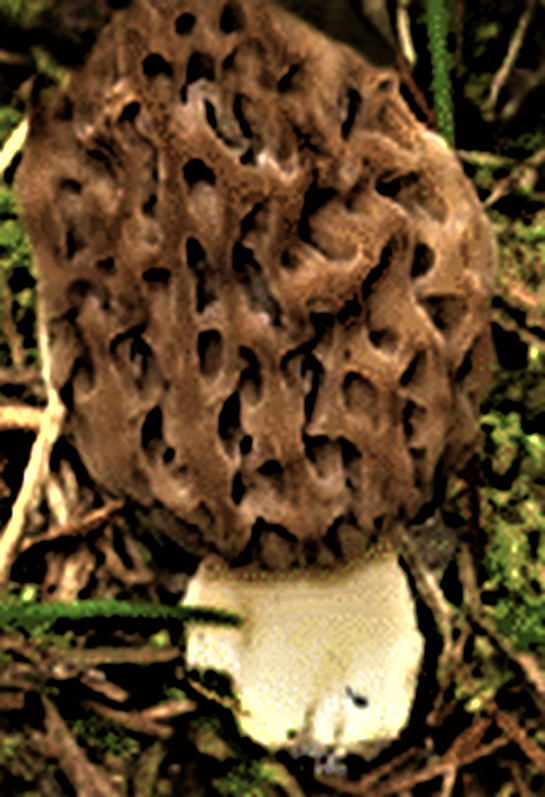
Morchella spongiola

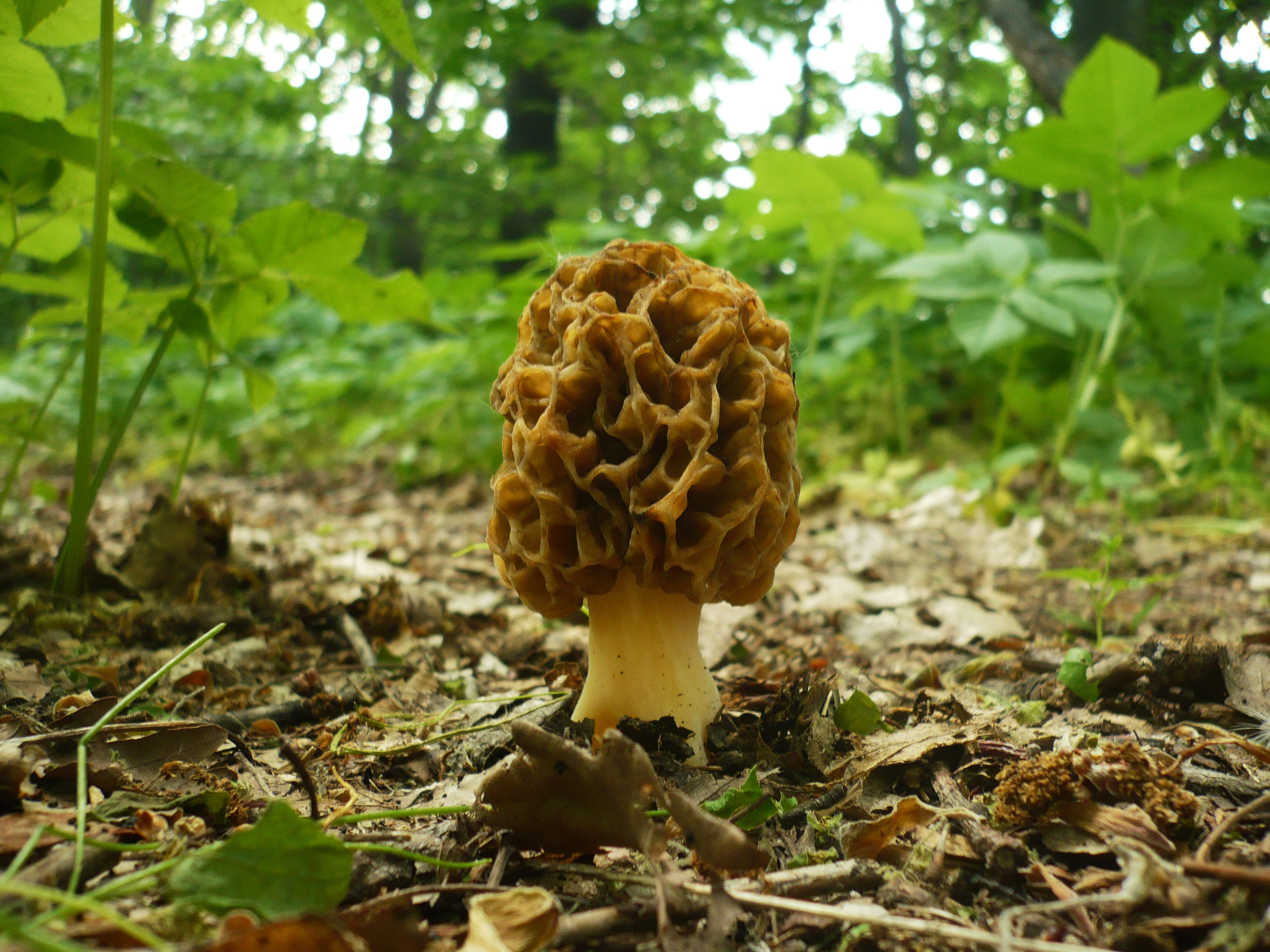
Morchella vulgaris
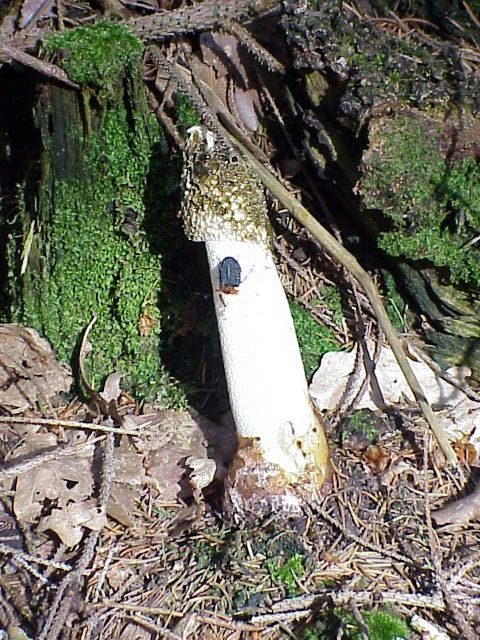
Phallus impudicus
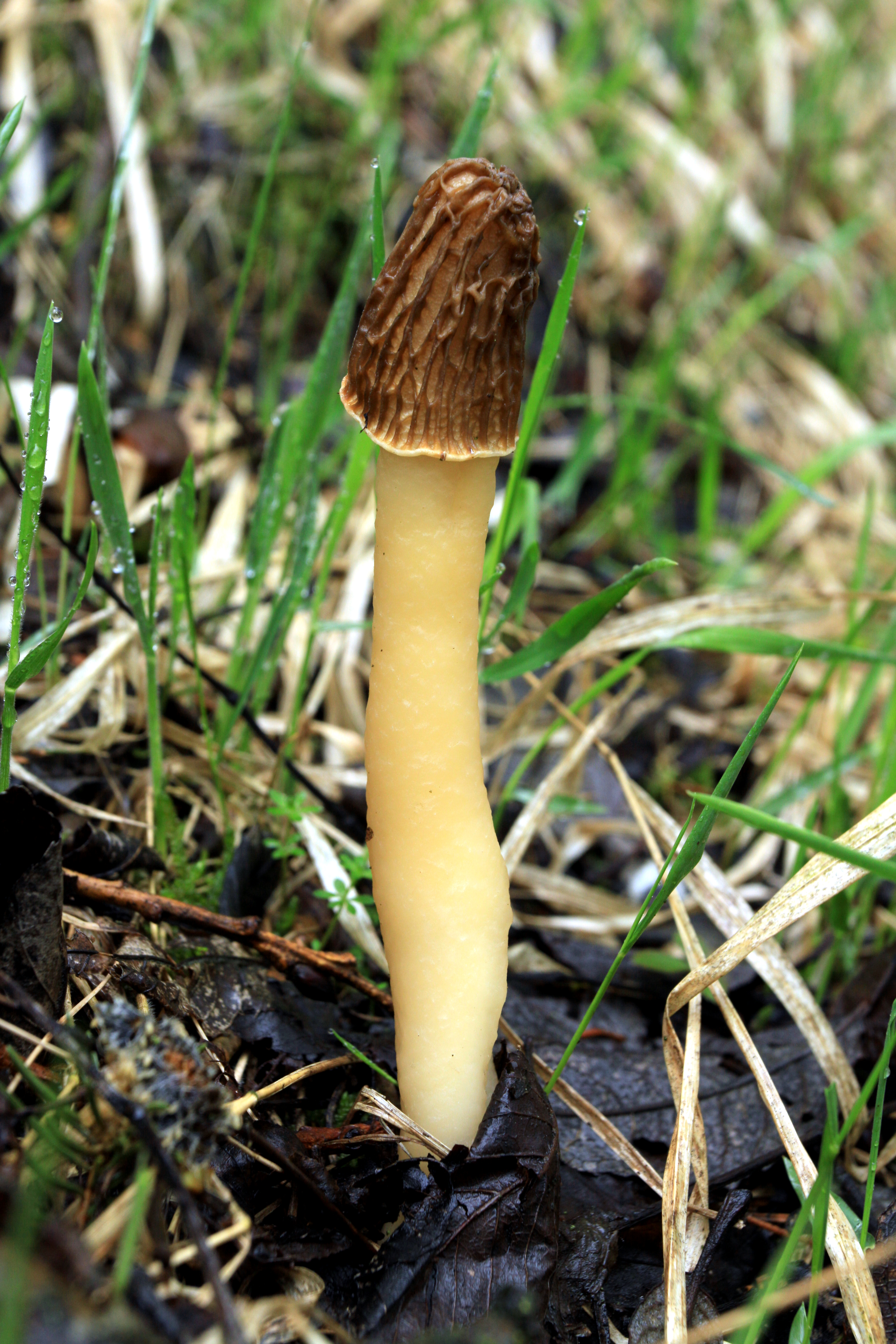
Verpa bohemica
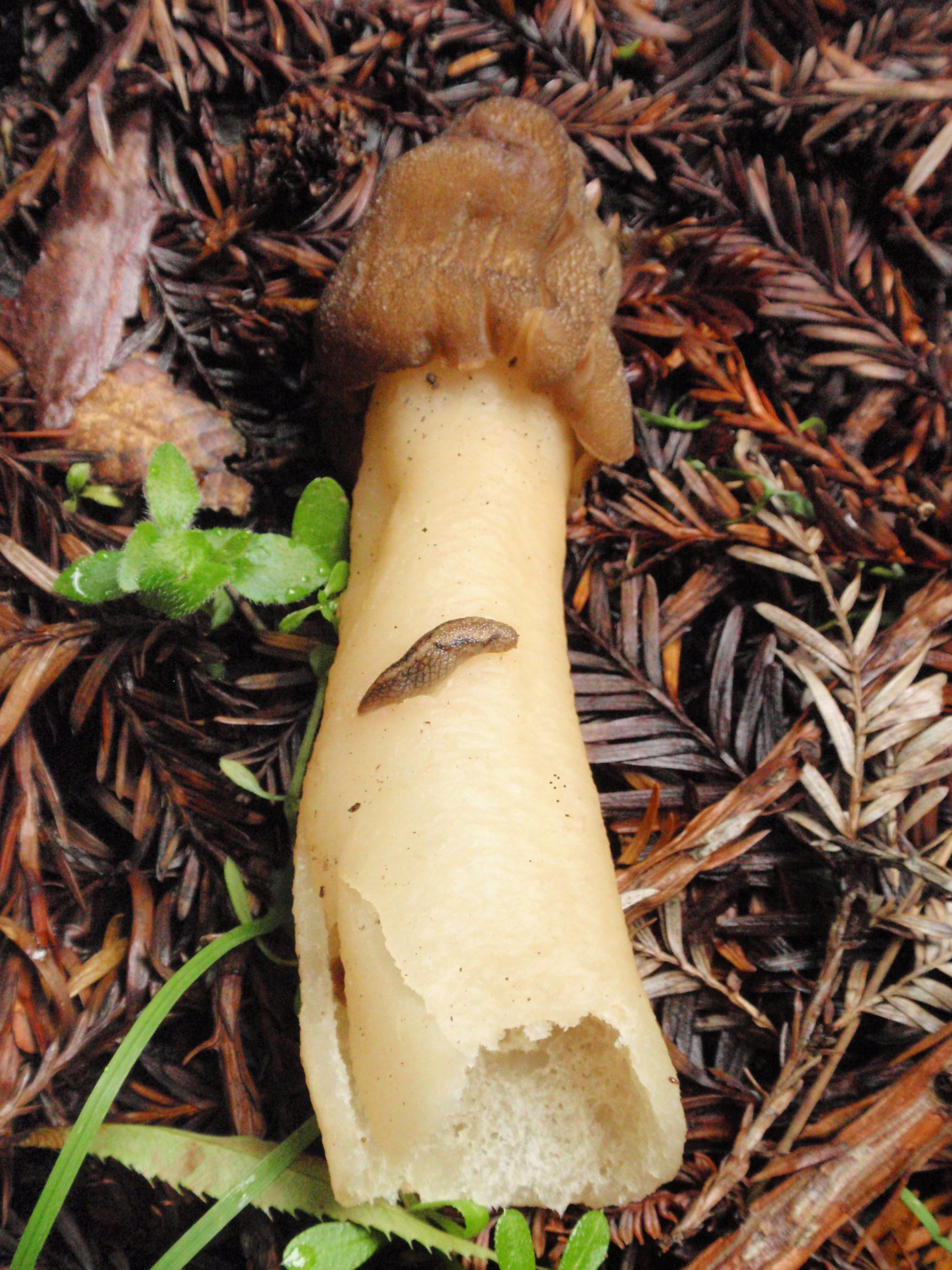
Verpa conica

## Valorificare

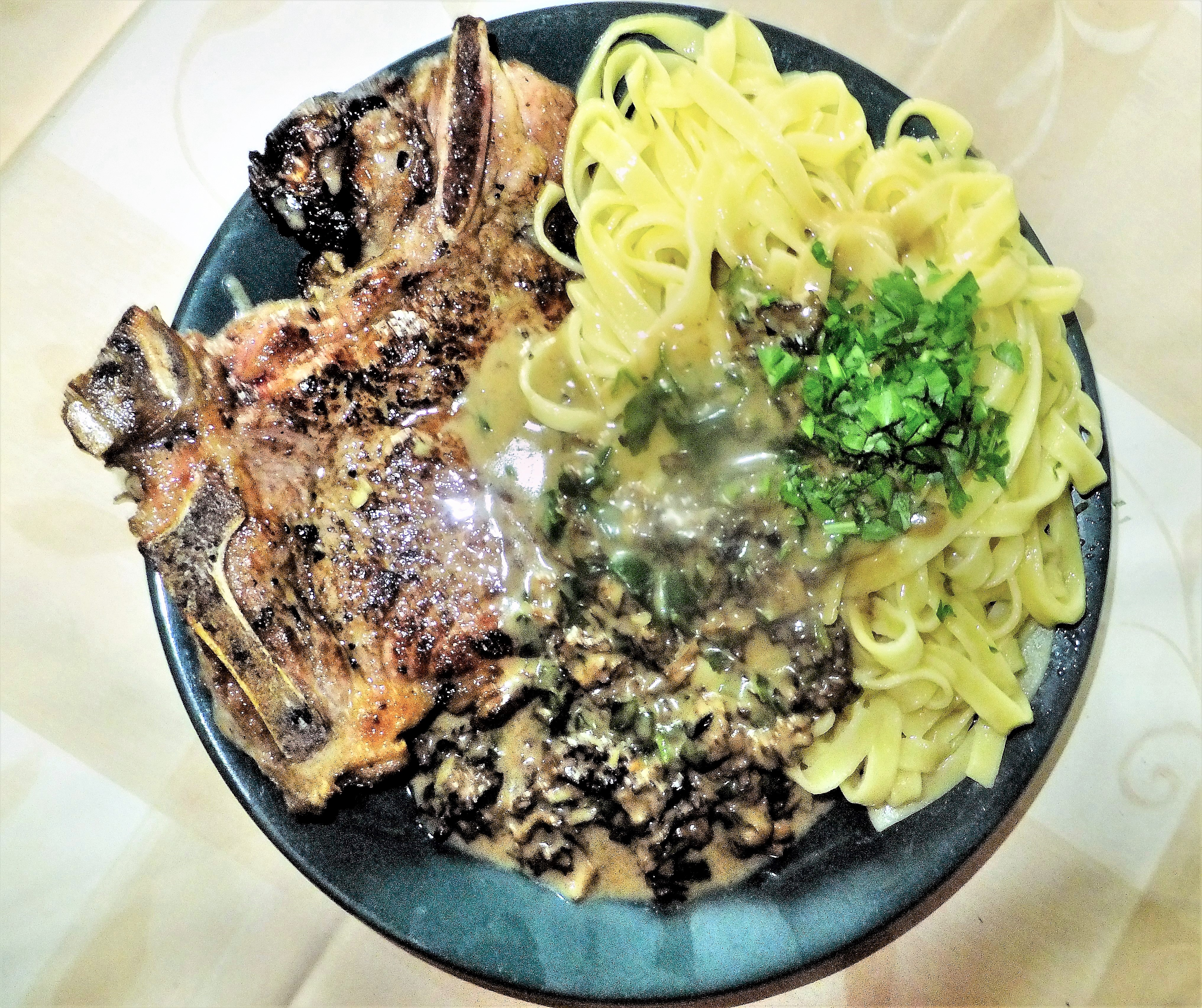
Cotlet vițel, sos de zbârciogi, tăiței

Mai întâi trebuie menționat că zbârciogul semiliber nu poate fi mâncat crud pentru că conține puțină hidrazină care se dizolvă în timpul fierberii. De asemenea, consumat în porții mari, poate crea reacții neplăcute la persoane sensibile, pentru că buretele este greu de digerat.
Ciuciuletele gras este de calitate gastronomică foarte bună, asemănător zbârciogului galben. El poate fi pregătit ca ciulama,, alături de legume sau ca sos, servit cu carne albă (pui, curcan, porumbel, vițel). Se potrivește de asemenea la o mâncare de creier (porc, vițel) ori cu raci, scoici, melci sau în foietaj cu șuncă, respectiv într-o plăcintă (de exemplu „pe modul reginei”, cu carne de vițel sau pui). Exemplare mai mari pot fi prăjite ca un șnițel sau umplute cu carne, după ce au fost blanșate.
Uscați  și preparați după înmuiat, bureții dezvoltă un gust și miros mai intensiv (folosiți și apa de înmuiat filtrată printr-o sită).

## Bibiliografie
- Marcel Bon: “Pareys Buch der Pilze”, Editura Kosmos, Halberstadt 2012, ISBN 978-3-440-13447-4
- Bruno Cetto, volumele 1-3 (vezi la note).
- Jean-Louis Lamaison & Jean-Marie Polese: „Der große Pilzatlas“, Editura Tandem Verlag GmbH, Potsdam 2012, ISBN 978-3-8427-0483-1
- J. E. și M. Lange: „BLV Bestimmungsbuch - Pilze”, Editura BLV Verlagsgesellschaft, München, Berna Viena 1977, ISBN 3-405-11568-2
- Till E. Lohmeyer & Ute Künkele: „Pilze – bestimmen und sammeln”, Editura Parragon Books Ltd., Bath 2014, ISBN 978-1-4454-8404-4
- Meinhard Michael Moser: „Kleine Kryptogamenflora der Pilze - Partea a.: „Höhere Phycomyceten und Ascomyceten”, Editura G. Fischer, Jena 1950